# Додекакарбонил родия
Додекакарбонил родия — неорганическое соединение, 
карбонильный комплекс родия с формулой Rh4(CO)12,
красные кристаллы.

## Получение
- Действие монооксида углерода на иодид родия(III) в присутствии меди:

{\displaystyle {\mathsf {4RhI_{3}+12CO+12Cu\ {\xrightarrow {100^{o}C,p}}\ Rh_{4}(CO)_{12}+12CuI}}}

## Физические свойства
Додекакарбонил родия образует красные кристаллы.
Плохо растворяется в алифатических растворителях,
умерено растворяется в бензоле и диэтиловом эфире.

## Химические свойства
- Разлагается при нагревании в инертной атмосфере до гексадекакарбонила родия:

{\displaystyle {\mathsf {3Rh_{4}(CO)_{12}\ {\xrightarrow {100^{o}C}}\ 2Rh_{6}(CO)_{16}+4CO}}}